# Cinéma numérique ambulant
Pour les articles homonymes, voir CNA.
Le Cinéma numérique ambulant (CNA) est un réseau international d'associations installées en Afrique et en Europe qui crée et gère des unités mobiles de projection cinéma numérique à destination des régions enclavées ou des populations défavorisées.

## Histoire

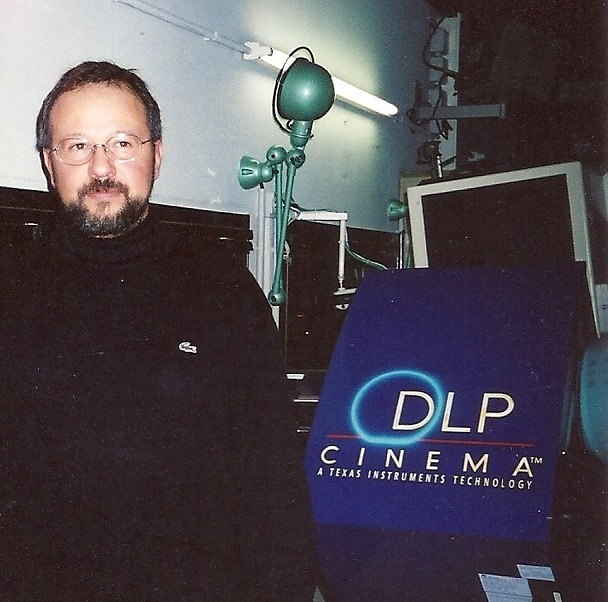
Projecteur cinéma numérique, prototype de Texas Instruments, Paris, 2000.

En Europe, le 2 février 2000, la première projection commerciale de cinéma numérique est réalisée à Paris par Philippe Binant. À l'époque, il s'agit d'une installation fixe implantée dans le 15e arrondissement de Paris.
C'est en Afrique, durant l'année 2001, que les premières projections de cinéma numérique ambulant sont réalisées dans les villages africains. Aujourd'hui, une quinzaine d'unités de projection cinéma numérique fonctionnent dans neuf pays : au Bénin, au Niger, au Mali,  au Burkina Faso, au Cameroun, au Sénégal, au Togo et en Tunisie. De nouvelles unités de projection sont en cours de création.

## Organisation
Dans chaque pays, une association locale gère ces cinémas ambulants. Une cinquantaine de salariés (animatrices animateurs, administrateurs, techniciens techniciennes, chauffeurs, responsables,) travaillent dans les CNA.
Après sept ans d'existence, les CNA ont décidé en mai 2008 de formaliser et de structurer leur réseau en créant CNA Afrique, chargé de coordonner les politiques des CNA en Afrique, de la formation professionnelle permanente du personnel, de la négociation et du règlement des droits des films, d'assister les structures locales à monter des projets culturels tels que Vidéo Fada ou le Studio Numérique Ambulant (SNA), de garantir et de favoriser la vocation culturelle des CNA, de créer de nouvelles unités de projections.
Le siège du CNA Afrique est situé à Ouagadougou, au Burkina Faso, son conseil d'administration est composé d'un représentant de chaque pays, et de quatre personnalités extérieures. Depuis 2003, les CNA ont réalisé plus de 5 000 projections pour des millions de spectateurs.

## Studiophoto numérique ambulant
Le Studiophoto numérique ambulant (SNA) est un dispositif créé par le CNA à l'occasion des 6es rencontres africaines de la photographie, à Bamako en 2005. 
Petite cabane en toile, le SNA est équipé d'appareils photo, d'un ordinateur et d'une borne de tirage numérique. Couplé à une unité de projection du CNA, le travail, basé sur l'immédiateté du numérique et effectué au cours de la journée dans le SNA est diffusé le soir même sur grand écran par l'unité de projection du CNA.